# 日系コロンビア人
日系コロンビア人（にっけいコロンビアじん、スペイン語: Japonés Colombiano）とは日本人の血を引いたコロンビアの市民である。

## 歴史
明治41年（1908年）5月25日、アメリカ合衆国の首都ワシントンD.C.で「日本コロンビア修好通商航海条約」が調印され、日本・コロンビア両国間の国交が開かれた。
初めて日本を訪れたコロンビア人は旅行家のニコラス・タンコ・アルメーロ（1830‐1890）であり、国交樹立前の明治7年（1874年）のことであった。キューバ系コロンビア人のアルメーロは裕福な資産家の息子で、日本の歴史、経済事情、風俗、日本人の宗教観などについて詳細に記した旅行記を出版している。
コロンビアに初めて入国した日本人は庭師の川口友広とされている。川口は1908年に日本を訪れたコロンビア人アントニオ・イスキエルド（1862‐1922）に従い、2名の日本人（氏名不詳）とともにコロンビアに渡り、首都ボゴタでイスキエルドの所有する森林を整備し、明治43年（1910年）に開催された独立100周年記念博覧会の会場として利用された。川口は日本で皇族の庭仕事をしていただけでなく、大隈重信の下で働いていたこともあり、大隈の推挙によりイスキエルドとともにコロンビアに渡ったとされる。川口ら3名の日本人のその後の消息は定かではない（川口の墓がボゴタにあるとの未確認情報あり）。
川口の次にコロンビアに渡った日本人は広島県竹原市出身の水野小次郎（1884‐1960）である。日露戦争（1904‐1905）に従軍した水野は南米移住を決意し、当初はペルーに向かったが、当時、ペルーではコレラが流行しており、パナマに転住して理髪店や雑貨店を営んでいた。ペルーでもらった頑固な胃病に悩まされていた水野は、コロンビア北部カリブ海沿岸のバランキージャ市近郊のウシアクリに「胃病に効く水が湧いている」という話を耳にし、コロンビア行きを決めた。大正4年（1915年）、コロンビアに移住した水野はウシアクリの湧き水で胃病の症状が全快したため、故郷の広島から道工（どうこう）利雄と安達俊夫を呼び寄せた。水野、道工、安達の3名はいずれもコロンビア人女性と結婚し、バランキージャで商売を始めた。その後、キューバやペルーからの移住者や、広島から呼んだ者を合わせて13名が日系コロンビア人の源流となったのである。
ちなみに、道工利雄の次男・道工薫 は第二次世界大戦後、コロンビアのサッカー・ナショナルチームの主将を務め、朝鮮戦争（1950‐1953）の際、中南米で唯一参戦したコロンビアの海軍士官に志願し、休暇を利用して父の祖国・日本を訪れている。
大正10年（1921年）に商社員の星野良治がボゴタに移住。星野は2年後の関東大震災で東京の本社が壊滅したため永住を決意。ローラ・トレドという現地女性と結婚し子供のホルヘ・ホシノは造園業者として成功し、昭和天皇崩御の際はビルヒリオ・バルコ大統領（当時）の代行で来日した。
これとは別に日本から集団で移住した日系人の一群がいる。コロンビアの日系移民はペルー（1899年）やブラジル（1908年）と異なり、ロマンチックなエピソードを持つ点が特徴である。
大正11年（1922年）、東京外国語学校（現・東京外国語大学）スペイン語学部に在学中の竹島雄三（1899‐1970）が、コロンビアの作家ホルヘ・イサックの恋愛小説『マリア』を読んで感銘を受け、翻訳して雑誌『新青年』に連載した。『マリア』はコロンビア西部太平洋岸バジェ・デル・カウカ県のアンデス山脈の麓にある大農場「アシエンダ・パライーソ（天国の荘）」を舞台にした青年エフラインと美少女マリアの悲恋物語である。
同じ頃、「海外植民学校」の夜学生だった島清、中村明、西国徳次、松尾太郎らが『マリア』を読み、小説の舞台となったバジェ平原に魅了された。そして「南米雄飛会」を結成、大正12年（1923年）に農業実習生としてコロンビアに渡航し、サトウキビ農園でサトウキビの植え付け、管理、収穫、製糖等の作業に従事した。
1年後、島らはコロンビアでの研修報告書を拓務省（現・外務省）に提出した。当時、アメリカでは日系移民を排斥する「排日移民法」が成立（1924年）し、日系人の多いブラジルやペルーでも排日運動が起きており、拓務省は新たな移民受け入れ先を探していた。
拓務省は竹島雄三と農学者の巻島得寿にコロンビアの調査を命じ、大正15年（1925年）から約半年間の現地調査を実施した。調査の結果、バジェ・デル・カウカ県のバジェ平原が日本人の移住先に最適であるとの結論に達し、昭和3年（1928年）、日本政府は約80ヘクタールの土地を購入して農業移民10家族を「試験移民」として入植させることを決定した。
竹島は「海外興業会社」の現地代理人に任命され、バジェ・デル・カウカ県に隣接するカウカ県コリント郡ハグアル村に約128ヘクタールの土地（うち32ヘクタールは竹島の個人所有）を購入した。海外興業会社は移住者10家族の募集を開始したが、1家族あたり最低1600円の準備金（当時の3年分の生活費に相当）を条件としたため、応募は少なかったという。
昭和4年（1929年）10月、第一次移住者5家族（25人）が出発。5家族中3家族は福岡県浮羽郡（現・久留米市、朝倉市）出身者であり、追加募集は福岡県で行なわれた。昭和5年（1930年）、第二次移住者5家族（34人）が移住。昭和10年（1935年）、第三次移住者14家族（100人）が移住。合計24家族159人（うち148人が福岡出身）が集団移住した。
移住者は当初、陸稲を栽培したが、失敗。その後、ソバ、綿花、ユカ、ジュート等の栽培を試みたが、いずれもうまくいかず失敗した。最終的に日本から持ち込んだうずら豆の栽培に成功し、農機具を導入して入植から8年後の昭和12年（1937年）にはトラクター25台を所有、耕作面積は当初の2倍半の227ヘクタールに拡大した。ハグアル移住地でのウズラ豆の収穫は1ヘクタールあたり12俵程度だったが、隣接するバジェ平原は肥沃な土地で30俵の収穫が見込めたため、次第に移住者は分散していった（うずら豆の連作障害を防ぐため農地更新が必要だった）。
一方、第二次世界大戦の影響はコロンビアの日系移民にも暗い影を投げ落とした。ナチス・ドイツの台頭でアメリカ政府はナチス政権が米国本土攻撃の拠点として南米を利用する恐れがあり、ドイツの同盟国である日本の南米移民を“国家安全保障上の大きな脅威”とみなしたのである。
特にコロンビアは米国の生命線であるパナマ運河に近く、コロンビアの日系人がトラクターを所有し整地された耕地を保有していることから、これが滑走路に転用され、パナマ運河攻略の前線基地として利用される恐れがあると考え、連邦捜査局（FBI）は日本人移住地に徹底的な監視を行なった。
米国政府はコロンビアからドイツの影響力を排除するため、1919年に設立されたコロンビア・ドイツ合弁の民間航空会社「SCADTA」を米国の援助で創設した航空会社アビアンカ航空に吸収合併させている。
第二次大戦勃発から約3ヵ月後、日本人移住者はコリント郡からの外出が禁止された。昭和19年（1944年）5月30日、竹島雄三をリーダーとする日系人代表11名がクンディナマルカ県フサガスガの「敵国人収容所」にコロンビア在住のドイツ・イタリア人代表とともに軟禁された（収容所は老舗の「サバネタ・ホテル」が転用された）。
日本が連合国に降伏した昭和20年（1945年）9月6日、収容所に収容されていた日系人は全員解放され、農業移住者たちの分散も進んだ。
昭和25年（1950年）には日系移民の耕地面積は5千ヘクタールを突破し、農業の機械化や栽培技術の確立に成功した。
2018年現在、コロンビアの日系人はバジェ・デル・カウカ県の県都サンティアゴ・デ・カリ市を中心に約1800人おり、ブラジルやペルーに比べると少ないが、農業以外にも医師・弁護士・実業家として活躍し、南米の日本人移民では最も成功したと言われている。多くはコロンビア人と結婚し、コロンビア社会に同化していったため、二世、三世の日系コロンビア人は日本語を話せない者も多い。
なお、コロンビア日系人の先駆者となった竹島雄三は戦後、メタ県サン・マルティンに約60万坪の土地を購入し、小説『マリア』で主人公の住んだ館と同じ屋敷を建てて暮らし、昭和45年（1970年）に71歳で波乱の生涯を閉じた。

## 言語
スペイン語、日本語が主だが英語も運用されている。

## 宗教
キリスト教、仏教、神道他

## 著名な日系コロンビア人
- 早田英志 - エメラルド王。一世。映画「エメラルド・カウボーイ」の監督、脚本、出演。
- 道工薫 - 元サッカーコロンビア代表[1][2][3]
- ENRIQUE - 元BARBEE BOYSのベーシスト